# WASP-36
WASP-36, TOI-567 — двойная звезда в созвездии Гидры на расстоянии около 1185 световых лет (около 363 парсек) от Солнца. Видимая звёздная величина звезды — +12,7m. Возраст звезды определён как около 3,7 млрд лет.
Вокруг звезды обращается, как минимум, одна планета.

## Характеристики
Первый компонент (Gaia DR2 5750936092375254016) — жёлтый карлик спектрального класса G0, или G1, или G2V, или G2. Масса — около 1,081 солнечной, радиус — около 0,985 солнечного, светимость — около 1,002 солнечной. Эффективная температура — около 5776 K.
Второй компонент (Gaia DR2 5750936092376995840). Удалён на 4,87 угловой секунды (в среднем около 1881,3 а.е.).

## Планетная система
В 2010 году группой астрономов, работающих в рамках программы SuperWASP, было объявлено об открытии планеты WASP-36 b. Это типичный горячий юпитер, обращающийся на расстоянии 0,026 а.е. от родительской звезды. Он массивнее и крупнее Юпитера, его масса и радиус равны 2,36 и 1,32 юпитерианских соответственно. Открытие планеты было совершено методом Доплера.